# Спонтанен акт на доброта
Спонтанен акт на доброта (на английски: random act of kindness) е акт на алтруизъм, извършен от един или повече хора без очакване на насрещна благодарност от тях, често на случайни непознати.
Изразът „Практикувайте актове на спонтанна доброта и безцелна красота“ (Practice random kindness and senseless acts of beauty) е написан от Ан Хърбърт (Anne Herbert) върху подложка за хранене в Саусалито, Калифорния през 1982 година. През февруари 1993 година излиза едноименната книга на Хърбърт, в която са събрани различни истински истории за спонтанни прояви на добрина.
Примери за такива спонтанни прояви са инициативи като „Висящо кафе“ и „Безплатни прегръдки“. При „висящото кафе“, оригинално измислено в Италия, даден купувач плаща повече кафета, отколкото консумира, като останалите заплатени от него се предоставят безплатно на други хора, които желаят кафе, но не могат да си го позволят. Концепцията е разширена и до „висящ хляб“ и други хранителни стоки от първа необходимост. Инициативата „Безплатни прегръдки“, започнала за първи път в Австралия, се състои в предлагането на прегръдки на непознати на обществени места, с единствената цел да накара хората да се почувстват по-щастливи.
В САЩ 17 февруари е денят, в който се отбелязва неофициално националният ден на спонтанните актове на доброта, а 13 ноември е обявен за Световен ден на добротата. Седмица на спонтанните актове на доброта се организират през 2015 година между 9 и 15 февруари, а за 2016 година е планирана седмицата между 14 и 20 февруари.